# Olympische Sommerspiele 2004/Leichtathletik – 200 m (Frauen)
Der 200-Meter-Lauf der Frauen bei den Olympischen Spielen 2004 in Athen wurde am 23. und 24. August 2004 im Olympiastadion Athen ausgetragen. 43 Athletinnen nahmen teil.
Olympiasiegerin wurde die Jamaikanerin Veronica Campbell-Brown. Sie gewann vor der US-Amerikanerin Allyson Felix und Debbie Ferguson-McKenzie von den Bahamas.
Die Österreicherin Karin Mayr-Krifka schied im Viertelfinale aus.

Athletinnen aus Deutschland, der Schweiz und Liechtenstein nahmen nicht teil.

## Aktuelle Titelträgerinnen
| Olympiasiegerin 2000                      | Pauline Davis-Thompson ( Bahamas)       | 22,27 s | Sydney 2000        |
| Weltmeisterin 2003                        | Anastassija Kapatschinskaja ( Russland) | 22,38 s | Paris 2003         |
| Europameisterin 2002                      | Muriel Hurtis ( Frankreich)             | 22,43 s | München 2002       |
| Panamerikanische Meisterin 2003           | Roxana Díaz ( Kuba)                     | 22,69 s | Santo Domingo 2003 |
| Zentralamerika und Karibik-Meisterin 2003 | Cydonie Mothersille ( Cayman Islands)   | 22,45 s | St. George’s 2003  |
| Südamerika-Meisterin 2003                 | Digna Luz Murillo ( Kolumbien)          | 23,13 s | Barquisimeto 2003  |
| Asienmeisterin 2003                       | Lyubov Perepelova ( Usbekistan)         | 23,11 s | Manila 2003        |
| Afrikameisterin 2004                      | Geraldine Pillay ( Südafrika)           | 23,18 s | Brazzaville 2004   |
| Ozeanienmeisterin 2002                    | Makalesi Bulikiobo ( Fidschi)           | 24,21 s | Christchurch 2002  |

## Rekorde

### Bestehende Rekorde
| Weltrekord         | 21,34 s | Florence Griffith-Joyner ( USA) | Finale OS Seoul, Südkorea | 29. September 1988 |
| Olympischer Rekord | 21,34 s | Florence Griffith-Joyner ( USA) | Finale OS Seoul, Südkorea | 29. September 1988 |

Der bestehende olympische Rekord, gleichzeitig Weltrekord, wurde bei diesen Spielen nicht erreicht. Die schnellste Zeit erzielte die jamaikanische Olympiasiegerin Veronica Campbell-Brown mit 22,05 s im Finale am 25. August bei einem Rückenwind von 0,9 m/s. Den Rekord verfehlte sie dabei um 71 Hundertstelsekunden.

### Rekordverbesserungen
Es wurden fünf Landesrekorde verbessert, außerdem wurde ein Landesrekord egalisiert:
- 23,30 s (Verbesserung) – Gretta Taslakian (Libanon), zweiter Vorlauf bei einem Rückenwind von 1,7 m/s
- 22,40 s (Verbesserung) – Cydonie Mothersille (Cayman Islands), dritter Vorlauf bei einem Rückenwind von 1,6 m/s
- 25,62 s (Verbesserung) – Gcinile Moyane (Swasiland), dritter Vorlauf bei einem Rückenwind von 1,6 m/s
- 23,12 s (Egalisierung) – Fabienne Feraez (Benin), sechster Vorlauf bei einem Gegenwind von 0,2 m/s
- 22,72 s (Verbesserung) – Merlene Ottey (Slowenien), siebter Vorlauf bei einem Rückenwind von 1,4 m/s
- 22,48 s (Verbesserung) – Kim Gevaert (Belgien), zweites Halbfinale bei einem Rückenwind von 1,1 m/s

## Vorrunde
Insgesamt wurden sieben Vorläufe absolviert. Für das Viertelfinale qualifizierten sich pro Lauf die ersten vier Athletinnen (hellblau unterlegt). Darüber hinaus kamen die vier Zeitschnellsten, die sogenannten Lucky Loser (hellgrün unterlegt), weiter.
Anmerkung: Alle Zeitangaben sind auf Ortszeit Athen (UTC+2) bezogen.

### Vorlauf 1
23. August 2004, 11:00 Uhr
Wind: +0,4 m/s
| Platz | Name                    | Nation    | Zeit (s) |
| ----- | ----------------------- | --------- | -------- |
| 1     | Veronica Campbell-Brown | Jamaika   | 22,59    |
| 2     | Alenka Bikar            | Slowenien | 23,09    |
| 3     | LaShauntea Moore        | USA       | 23,10    |
| 4     | Lucimar de Moura        | Brasilien | 23,40    |
| 5     | Heide Seyerling         | Südafrika | 23,66    |
| 6     | Monika Gatschewska      | Bulgarien | 23,71    |

### Vorlauf 2

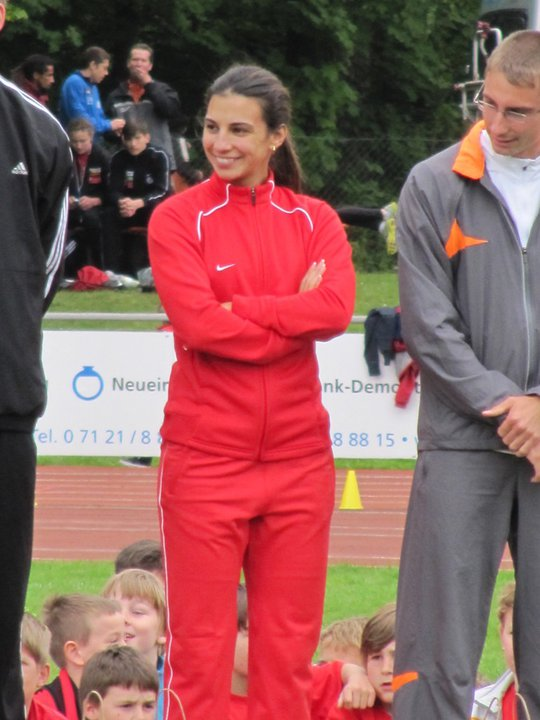
Trotz ihres libanesischen Rekordes überstand Gretta Taslakian den Vorlauf als Sechste ihres Rennens nicht

23. August 2004, 11:08 Uhr
Wind: +1,7 m/s
| Platz | Name                   | Nation     | Zeit (s) | Anmerkung |
| ----- | ---------------------- | ---------- | -------- | --------- |
| 1     | Iwet Lalowa            | Bulgarien  | 22,88    |           |
| 2     | Sylviane Félix         | Frankreich | 22,94    |           |
| 3     | Jekaterina Kondratjewa | Russland   | 23,03    |           |
| 4     | Natallja Safronnikawa  | Belarus    | 23,28    |           |
| 5     | Lyubov Perepelova      | Usbekistan | 24,10    |           |
| 6     | Gretta Taslakian       | Libanon    | 24,30    | NR        |

### Vorlauf 3
23. August 2004, 11:16 Uhr
Wind: +1,6 m/s
| Platz | Name                | Nation         | Zeit (s) | Anmerkung |
| ----- | ------------------- | -------------- | -------- | --------- |
| 1     | Cydonie Mothersille | Cayman Islands | 22,40    | NR        |
| 2     | Beverly McDonald    | Jamaika        | 22,90    |           |
| 3     | Jelena Bolsun       | Russland       | 23,00    |           |
| 4     | Joice Maduaka       | Großbritannien | 23,15    |           |
| 5     | Saraswati Saha      | Indien         | 23,43    |           |
| 6     | Gcinile Moyane      | Swasiland      | 25,62    | NR        |

### Vorlauf 4
23. August 2004, 11:24 Uhr
Wind: +2,0 m/s
| Platz | Name                 | Nation         | Zeit (s) |
| ----- | -------------------- | -------------- | -------- |
| 1     | Allyson Felix        | USA            | 22,39    |
| 2     | Abiodun Oyepitan     | Großbritannien | 22,50    |
| 3     | Marina Majdanowa     | Ukraine        | 22,76    |
| 4     | Muriel Hurtis        | Frankreich     | 22,77    |
| 5     | Karin Mayr-Krifka    | Österreich     | 22,81    |
| 6     | Mary Onyali-Omagbemi | Nigeria        | 23,37    |
| 7     | Gladys Thompson      | Liberia        | 27,51    |

### Vorlauf 5
23. August 2004, 11:32 Uhr
Wind: +2,1 m/s
| Platz | Name                     | Nation                       | Zeit (s) |
| ----- | ------------------------ | ---------------------------- | -------- |
| 1     | Muna Lee                 | USA                          | 22,57    |
| 2     | Tatjana Lewina           | Russland                     | 23,05    |
| 3     | LaVerne Jones-Ferrette   | Amerikanische Jungferninseln | 23,20    |
| 4     | Marilia Gregoriou        | Zypern                       | 23,23    |
| 5     | Emma Wade                | Belize                       | 23,43    |
| 6     | Michelle Banga Moudzoula | Republik Kongo               | 24,37    |

### Vorlauf 6

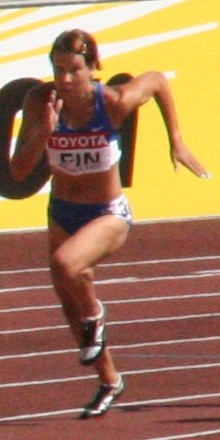
Johanna Manninen – ausgeschieden als Fünfte des sechsten Vorlaufs

23. August 2004, 11:40 Uhr
Wind: −0,2 m/s
| Platz | Name             | Nation       | Zeit (s) | Anmerkung |
| ----- | ---------------- | ------------ | -------- | --------- |
| 1     | Aleen Bailey     | Jamaika      | 22,73    |           |
| 2     | Kim Gevaert      | Belgien      | 22,76    |           |
| 3     | Olga Kaidantzi   | Griechenland | 23,11    |           |
| 4     | Fabienne Feraez  | Benin        | 23,12    | NRe       |
| 5     | Johanna Manninen | Finnland     | 23,45    |           |
| 6     | Kadiatou Camara  | Mali         | 23,56    |           |

### Vorlauf 7
23. August 2004, 11:48 Uhr
Wind: +1,4 m/s
| Platz | Name                     | Nation     | Zeit (s) | Anmerkung |
| ----- | ------------------------ | ---------- | -------- | --------- |
| 1     | Debbie Ferguson-McKenzie | Bahamas    | 22,57    |           |
| 2     | Christine Arron          | Frankreich | 22,60    |           |
| 3     | Merlene Ottey            | Slowenien  | 22,72    | NR        |
| 4     | Lauren Hewitt            | Australien | 22,87    |           |
| 5     | Digna Luz Murillo        | Kolumbien  | 22,98    |           |
| 6     | Anna Pacholak            | Polen      | 23,00    |           |

## Viertelfinale
Für das Halbfinale qualifizierten sich pro Lauf die ersten drei Athletinnen (hellblau unterlegt). Darüber hinaus kamen die vier Zeitschnellsten, die sogenannten Lucky Loser (hellgrün unterlegt), weiter.

### Lauf 1

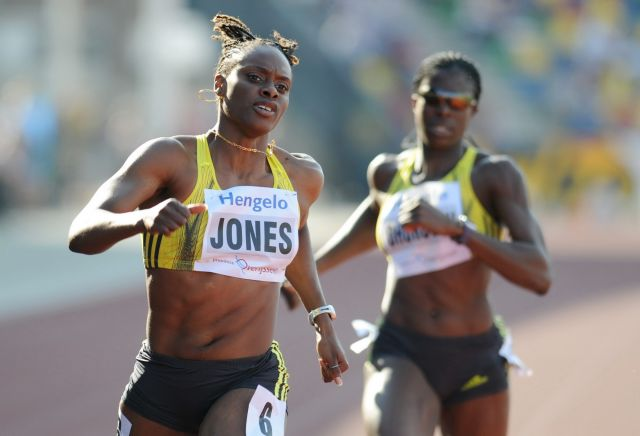
LaVerne Jones-Ferrette (links) – ausgeschieden als Sechste des ersten Viertelfinals
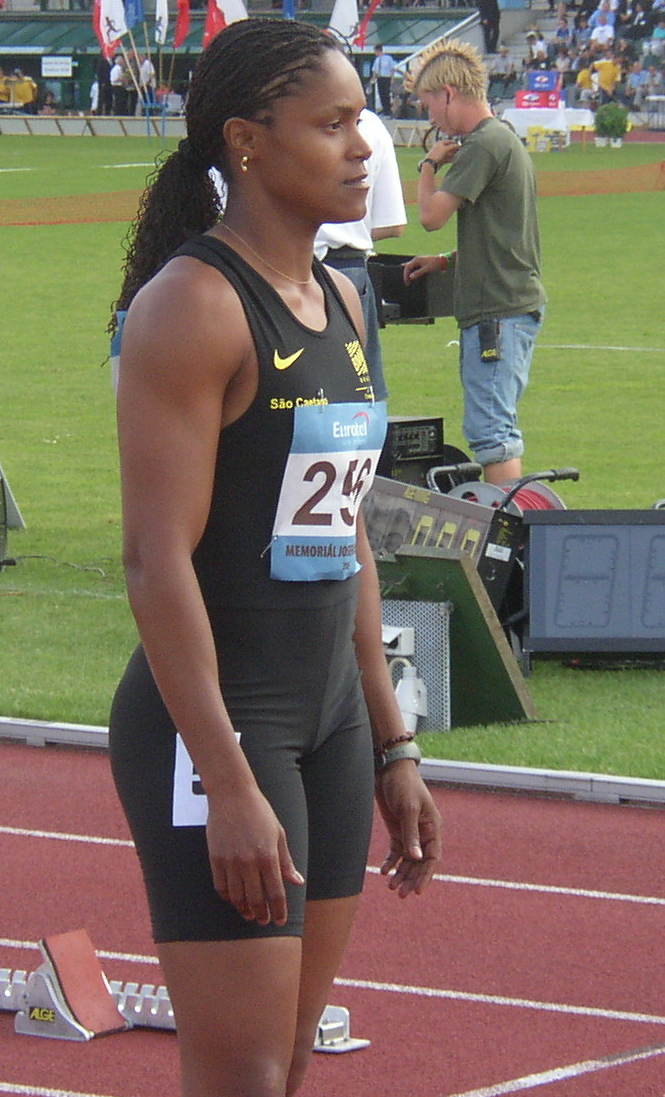
Lucimar de Moura – ausgeschieden als Achte des ersten Viertelfinals

23. August 2004, 20:25 Uhr
Wind: +0,3 m/s
| Platz | Name                     | Nation                       | Zeit (s) |
| ----- | ------------------------ | ---------------------------- | -------- |
| 1     | Veronica Campbell-Brown  | Jamaika                      | 22,49    |
| 2     | Debbie Ferguson-McKenzie | Bahamas                      | 22,53    |
| 3     | Kim Gevaert              | Belgien                      | 22,68    |
| 4     | LaShauntea Moore         | USA                          | 22,96    |
| 5     | Sylviane Félix           | Frankreich                   | 23,08    |
| 6     | LaVerne Jones-Ferrette   | Amerikanische Jungferninseln | 23,09    |
| 7     | Karin Mayr-Krifka        | Österreich                   | 23,19    |
| 8     | Lucimar de Moura         | Brasilien                    | 23,44    |

### Lauf 2

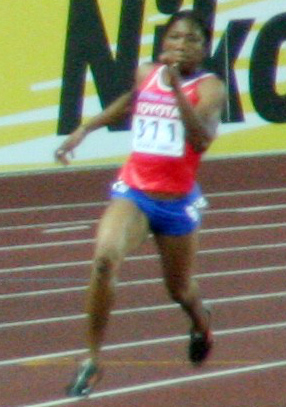
Cydonie Mothersille – Landesrekord im Vorlauf – als Fünfte des zweiten Halbfinals nicht im Endlauf

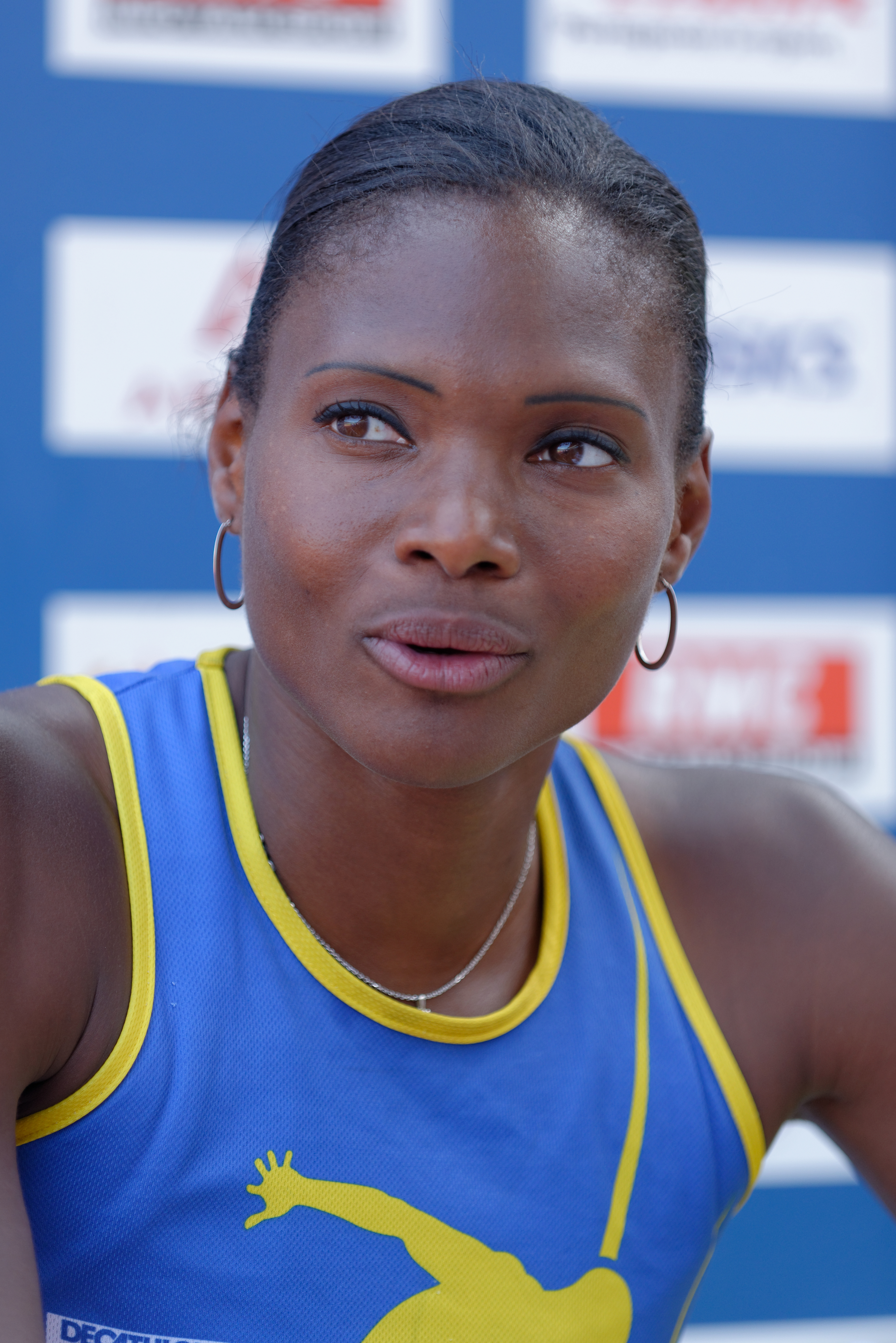
Muriel Hurtis – ausgeschieden als Sechste des zweiten Viertelfinals
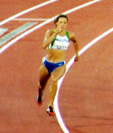
Alenka Bikar – ausgeschieden als Siebte des zweiten Viertelfinals

23. August 2004, 20:31 Uhr
Wind: −0,3 m/s
| Platz | Name                  | Nation       | Zeit (s) |
| ----- | --------------------- | ------------ | -------- |
| 1     | Muna Lee              | USA          | 22,74    |
| 2     | Aleen Bailey          | Jamaika      | 22,97    |
| 3     | Olga Kaidantzi        | Griechenland | 23,15    |
| 4     | Digna Luz Murillo     | Kolumbien    | 23,19    |
| 5     | Tatjana Lewina        | Russland     | 23,23    |
| 6     | Muriel Hurtis         | Frankreich   | 23,33    |
| 7     | Alenka Bikar          | Slowenien    | 23,38    |
| 8     | Natallja Safronnikawa | Belarus      | 23,63    |

### Lauf 3

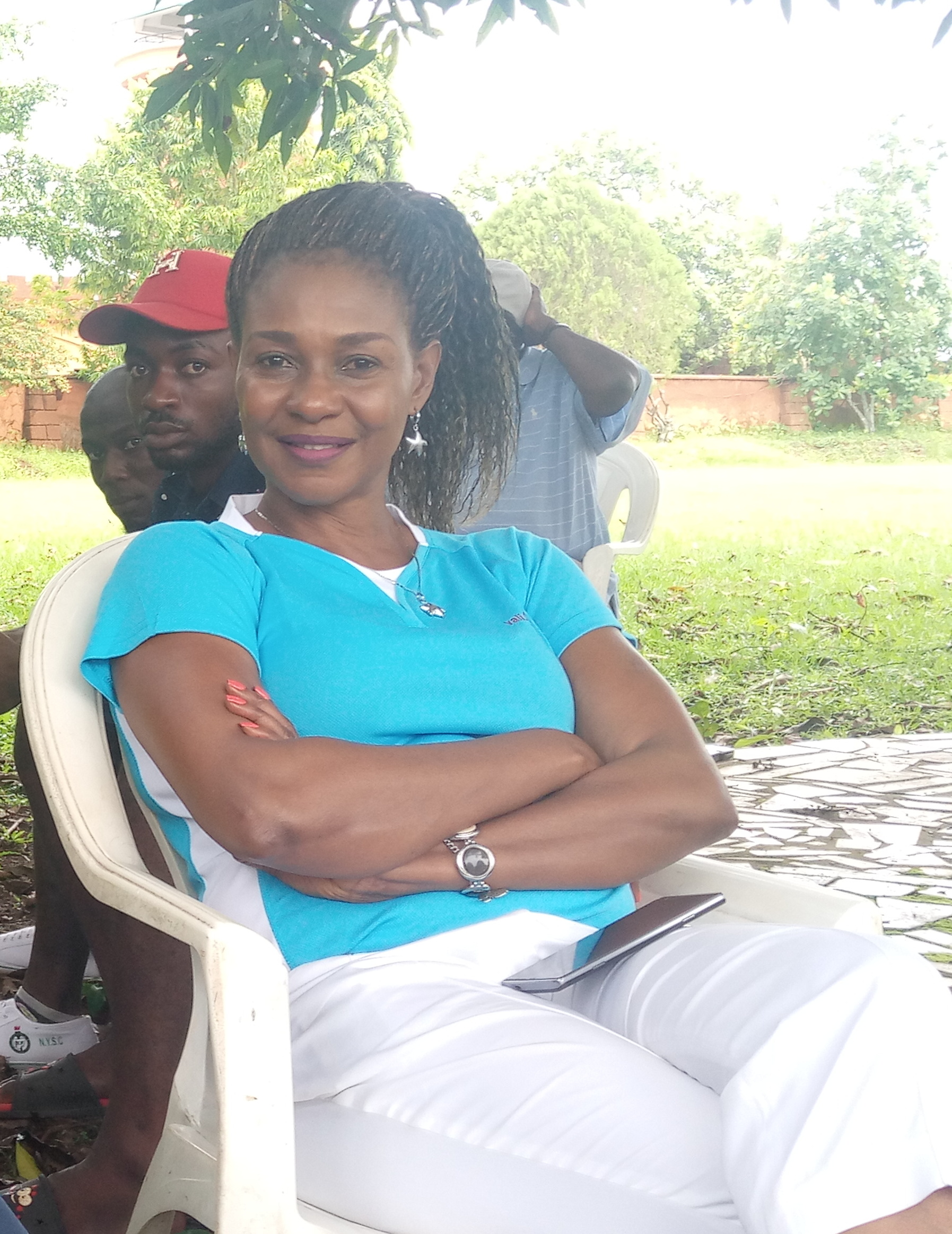
Mary Onyali-Omagbemi (Foto: 2017) – ausgeschieden als Achte des dritten Viertelfinals

23. August 2004, 20:37 Uhr
Wind: +0,2 m/s
| Platz | Name                 | Nation         | Zeit (s) |
| ----- | -------------------- | -------------- | -------- |
| 1     | Allyson Felix        | USA            | 22,69    |
| 2     | Abiodun Oyepitan     | Großbritannien | 22,79    |
| 3     | Marina Majdanowa     | Ukraine        | 22,86    |
| 4     | Christine Arron      | Frankreich     | 22,90    |
| 5     | Fabienne Feraez      | Benin          | 23,24    |
| 6     | Jelena Bolsun        | Russland       | 23,26    |
| 7     | Marilia Gregoriou    | Zypern         | 23,65    |
| 8     | Mary Onyali-Omagbemi | Nigeria        | 23,75    |

### Lauf 4
23. August 2004, 20:43 Uhr
Wind: −0,1 m/s
| Platz | Name                   | Nation         | Zeit (s) |
| ----- | ---------------------- | -------------- | -------- |
| 1     | Cydonie Mothersille    | Cayman Islands | 22,76    |
| 2     | Iwet Lalowa            | Bulgarien      | 22,81    |
| 3     | Beverly McDonald       | Jamaika        | 22,99    |
| 4     | Merlene Ottey          | Slowenien      | 23,07    |
| 5     | Joice Maduaka          | Großbritannien | 23,30    |
| 6     | Anna Pacholak          | Polen          | 23,35    |
| 7     | Jekaterina Kondratjewa | Russland       | 23,37    |
| 8     | Lauren Hewitt          | Australien     | 23,44    |

## Halbfinale

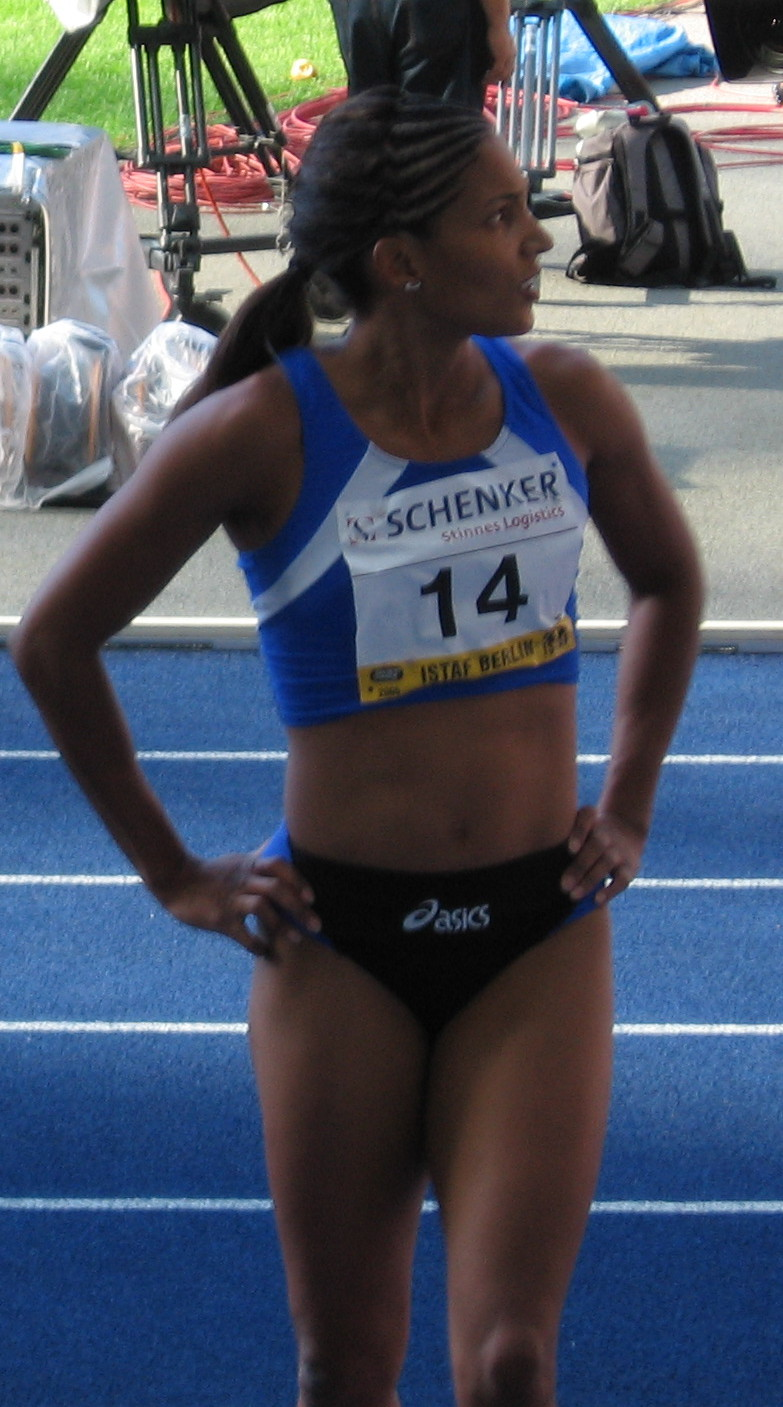
Christine Arron – ausgeschieden als Siebte des ersten Halbfinals
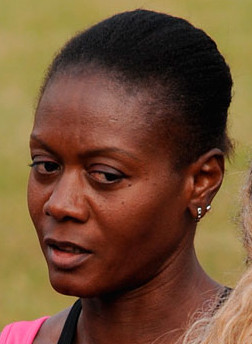
Merlene Ottey – im ersten Halbfinale nicht im Ziel

Für das Finale qualifizierten sich in den beiden Läufen die jeweils ersten vier Läuferinnen (hellblau unterlegt).

### Lauf 1
24. August 2004, 22:05 Uhr
Wind: +0,5 m/s

| Platz | Name             | Nation         | Zeit (s) |
| ----- | ---------------- | -------------- | -------- |
| 1     | Allyson Felix    | USA            | 22,36    |
| 2     | Abiodun Oyepitan | Großbritannien | 22,56    |
| 3     | Iwet Lalowa      | Bulgarien      | 22,56    |
| 4     | Muna Lee         | USA            | 22,69    |
| 5     | Marina Majdanowa | Ukraine        | 22,75    |
| 6     | Beverly McDonald | Jamaika        | 23,02    |
| 7     | Christine Arron  | Frankreich     | 23,05    |
| DNF   | Merlene Ottey    | Slowenien      |          |

### Lauf 2
24. August 2004, 22:13 Uhr
Wind: +1,1 m/s
| Platz | Name                     | Nation         | Zeit (s) | Anmerkung |
| ----- | ------------------------ | -------------- | -------- | --------- |
| 1     | Veronica Campbell-Brown  | Jamaika        | 22,13    |           |
| 2     | Aleen Bailey             | Jamaika        | 22,33    |           |
| 3     | Kim Gevaert              | Belgien        | 22,48    | NR        |
| 4     | Debbie Ferguson-McKenzie | Bahamas        | 22,49    |           |
| 5     | Cydonie Mothersille      | Cayman Islands | 22,76    |           |
| 6     | LaShauntea Moore         | USA            | 22,93    |           |
| 7     | Sylviane Félix           | Frankreich     | 22,99    |           |
| 8     | Olga Kaidantzi           | Griechenland   | 23,30    |           |

## Finale
25. August 2004, 23:20 Uhr
Wind: +0,8 m/s
| Platz | Name                     | Nation         | Zeit (s) |
| ----- | ------------------------ | -------------- | -------- |
| 1     | Veronica Campbell-Brown  | Jamaika        | 22,05    |
| 2     | Allyson Felix            | USA            | 22,18    |
| 3     | Debbie Ferguson-McKenzie | Bahamas        | 22,30    |
| 4     | Aleen Bailey             | Jamaika        | 22,42    |
| 5     | Iwet Lalowa              | Bulgarien      | 22,57    |
| 6     | Kim Gevaert              | Belgien        | 22,84    |
| 7     | Muna Lee                 | USA            | 22,87    |
| 8     | Abiodun Oyepitan         | Großbritannien | 22,87    |

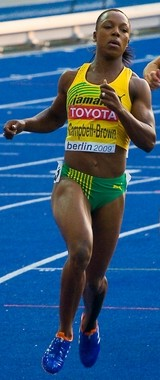
Favoritensieg für Veronica Campbell-Brown

Für das Finale hatten sich zwei Jamaikanerinnen und zwei US-Amerikanerinnen qualifiziert. Komplettiert wurde das Finalfeld durch je eine Starterin von den Bahamas, aus Belgien, Bulgarien und Großbritannien.
Als Favoritin galt die Jamaikanerin Veronica Campbell-Brown, die seit vier Jahren auf dieser Strecke ungeschlagen war. Sie hatte allerdings in dieser Zeit nie an großen internationalen Meisterschaften auf Kontinental- oder Weltebene teilgenommen. Als ihre stärkste Herausforderin wurde die achtzehnjährige US-Amerikanerin Allyson Felix angesehen. Die bei den letzten Weltmeisterschaften noch erfolgreichen Sprinterinnen waren hier in Athen gar nicht erst am Start oder hatten nicht mehr die gute Form des Vorjahres. Die für Slowenien startende Jamaikanerin Merlene Ottey, mit 44 Jahren die mit Abstand älteste Teilnehmerin, hatte sich bei ihrer siebten Teilnahme an Olympischen Spielen nicht für das Finale qualifizieren können.
Wie schon über 100 Meter gab es ein zunächst äußerst knappes Rennen. Bei Rennhälfte lagen fünf Läuferinnen noch fast auf einer Höhe und die drei weiteren Sprinterinnen folgten mit ganz geringen Abständen. Auf den letzten fünfzig Metern setzten sich dann die beiden Favoritinnen mehr und mehr ab von ihren Gegnerinnen. Schließlich gewann Veronica Campbell-Brown in 22,05 s und hatte dreizehn Hundertstelsekunden Vorsprung auf Allyson Felix, die mit 22,18 s einen neuen Juniorenweltrekord aufstellte. Auf den Bronzeplatz kam Debbie Ferguson-McKenzie von den Bahamas, die zwölf Hundertstelsekunden Rückstand auf Felix hatte. Weitere zwölf Hundertstelsekunden zurück folgte die Jamaikanerin Aleen Bailey als Vierte vor der 100-Meter-Vierten Iwet Lalowa aus Bulgarien und der belgischen Vizeeuropameisterin Kiem Gevaert.
Veronica Campbell-Brown war die erste Olympiasiegerin aus Jamaika im 200-Meter-Lauf der Frauen.

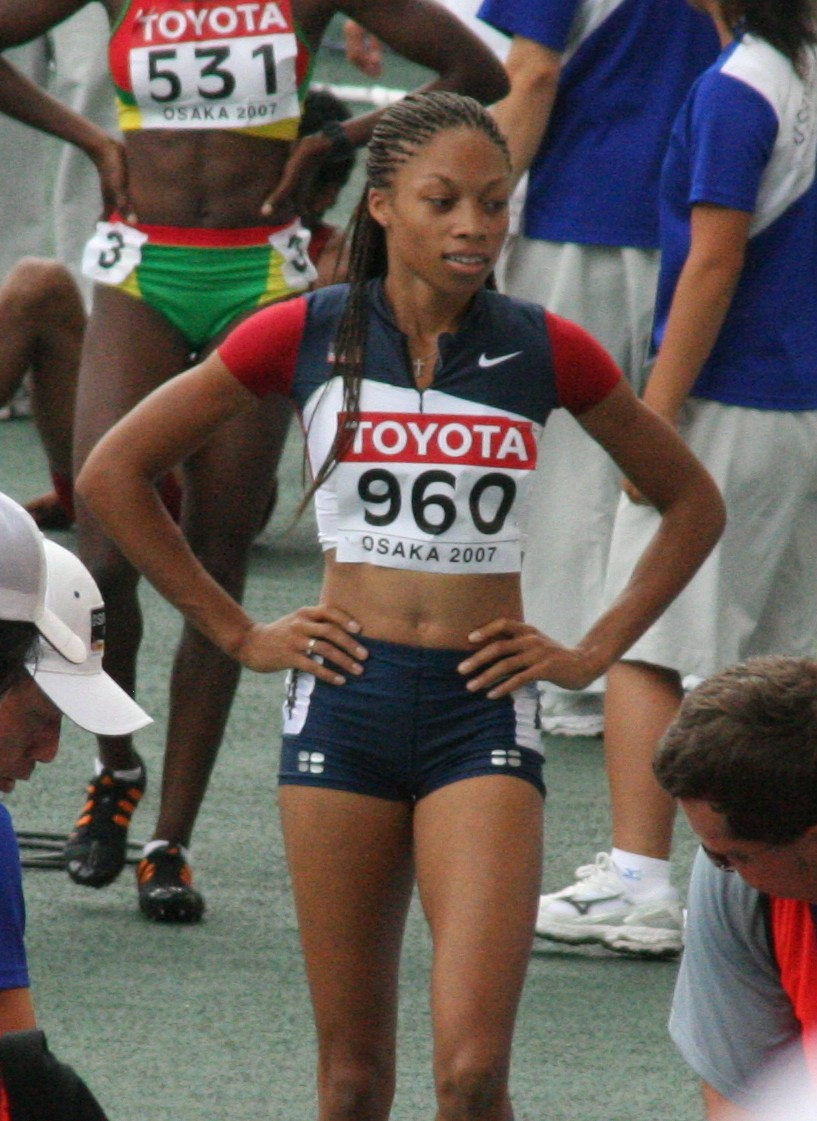
Silbermedaillengewinnerin Allyson Felix
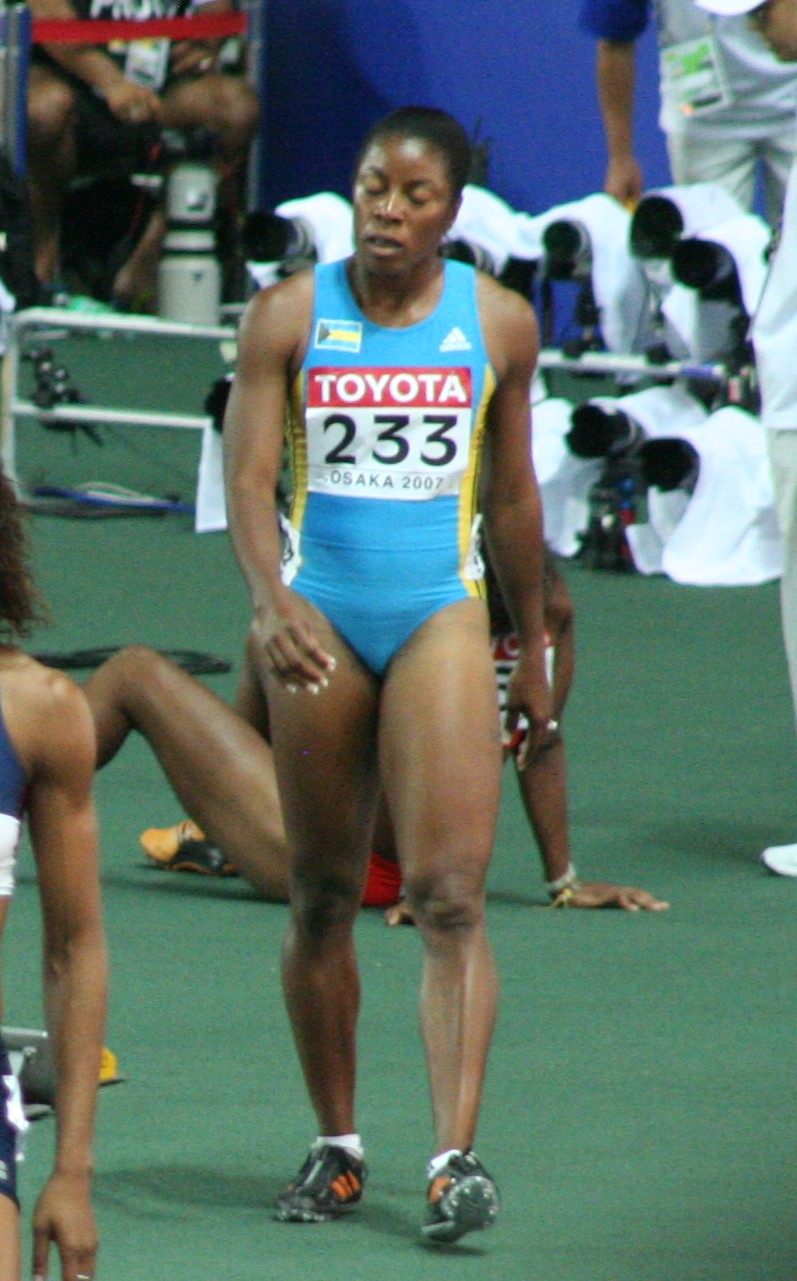
Bronzemedaillengewinnerin Debbie Ferguson-McKenzie
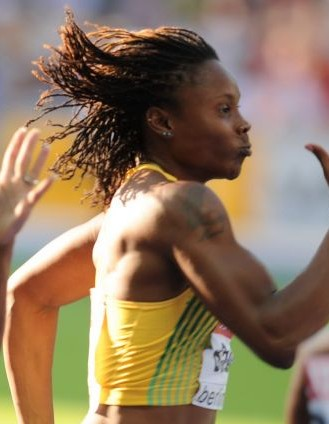
Die Olympiavierte Aleen Bailey
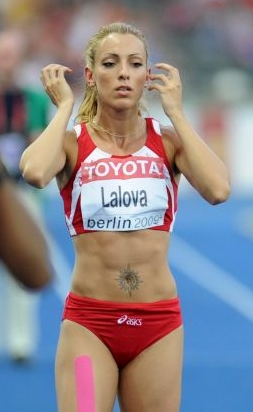
Iwet Lalowa belegte Rang fünf

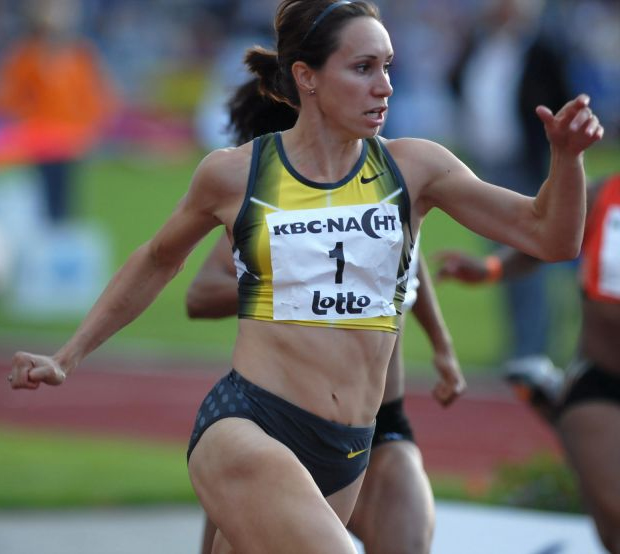
Kim Gevaert kam auf den sechsten Platz
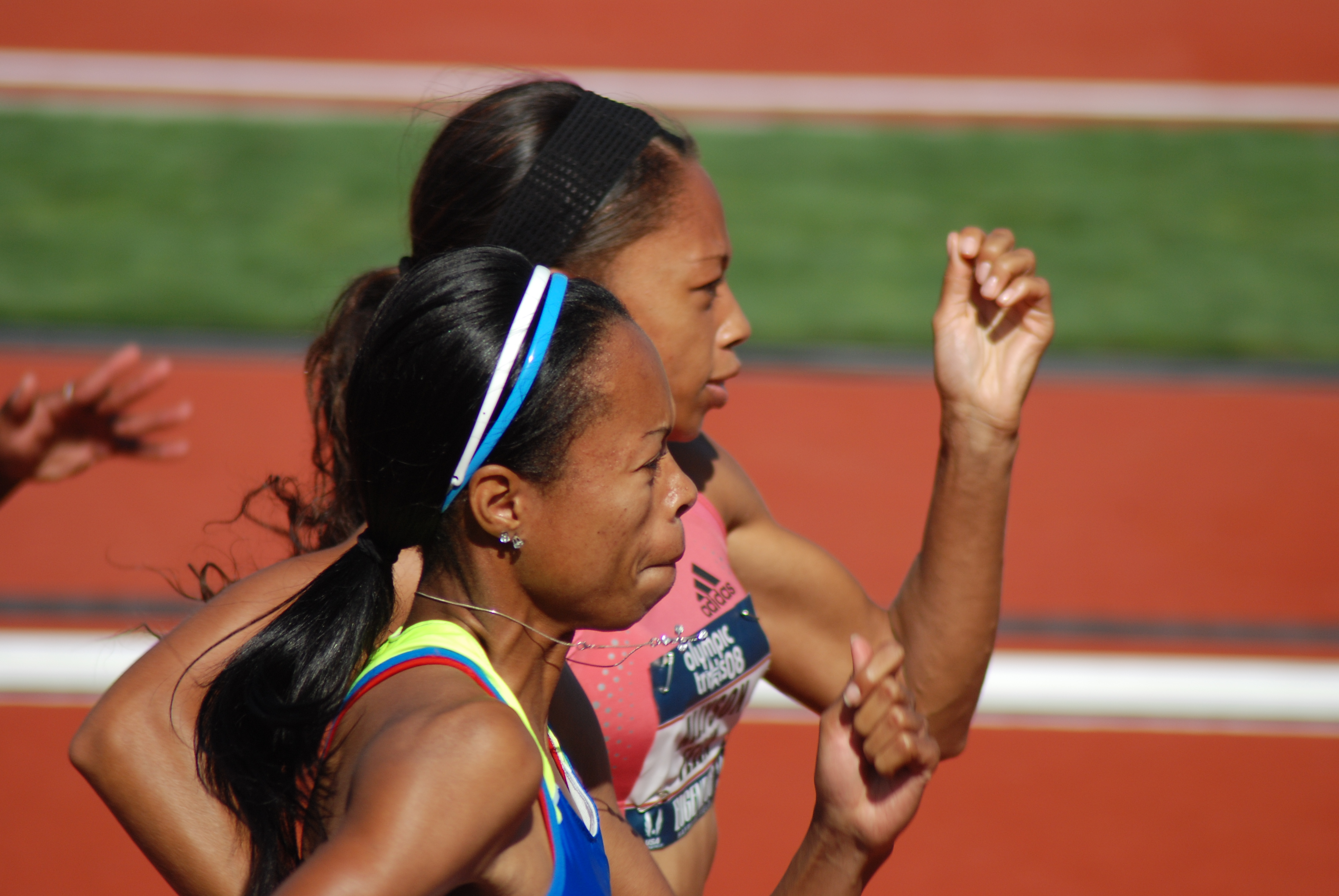
Muna Lee (vorne, blaues Trikot) erreichte Platz sieben
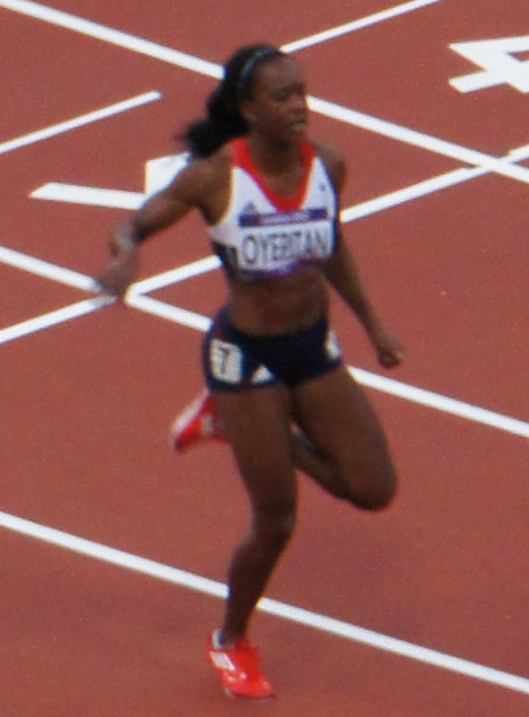
Rang acht für Abiodun Oyepitan

## Video
- Athletics - Women's 200M - Athens 2004 Summer Olympic Games, youtube.com, abgerufen am 23. Februar 2022